# 2014年ソチオリンピックのアイルランド選手団
2014年ソチオリンピックのアイルランド選手団（2014ねんソチオリンピックのアイルランドせんしゅだん）は、2014年2月7日から23日までロシアのソチで開催された2014年ソチオリンピックのアイルランド選手団、およびその競技結果。

## 選手団
- 人員: 選手 5人
- 開会式旗手: コナー・ライン

## アルペンスキー
- コナー・ライン

男子大回転 (途中棄権)
男子回転 (40位、2:13.29)
- フローレンス・ベル

女子大回転 (途中棄権)
女子回転 (途中棄権)

## クロスカントリースキー
- ジャン・ロシター

男子15kmクラシカル (82位、48:44.6)

## スケルトン
- ショーン・グリーンウッド

男子個人 (27位、3:01.32)

## スノーボード
- シェイマス・オコナー

男子ハーフパイプ (準決勝敗退、9位、54.00)
男子スロープスタイル (準決勝敗退 9位、70.25)